# Полли (актриса)
Паулина Пенья, более известная как Полли (исп. Paulina Peña, conocido como Polly) — мексиканская актриса театра и кино, певица.

## Биография
Впервые начала выступать в мексиканских барах в 1980 году. С 1990 года выступала на эстраде. В качестве певицы записала и выпустила 8 сольных альбомов. Её актёрская карьера началась с 1983 года и с тех пор актриса снялась в нескольких телесериалах, в том числе культовых: Дикая Роза, Моя вторая мама, Просто Мария и других. Также она снялась в нескольких полнометражных кинофильмах.

## Театральные работы
- Мама
- Иисус Христос — суперзвезда
- Соната отсутствия
- Вазелин
- Три мушкетёра
- Kumán y la zarzuela
- Гость севильца

## Фильмография

### Теленовеллы телекомпанииTelevisa
- 1987 — Дикая Роза — Америка
- 1989 — Просто Мария — Луиза, мать Луиса
- 1989 — Моя вторая мама — Бренда
- 1996 — Моя дорогая Исабель
- 1997 — Без тебя — Аурелия
- 1998 — Камила — Хульета
- 1999 — Три женщины — София
- 1999 — За твою любовь — Пилар
- 2003 — Милая моя девочка — Адвокат Ибаньес
- 2006 — Жестокий мир — Мэгги
- 2007 — Лола, давай — Пита дель Вильяр
- 2008 — Милый враг — Фанни
- 2008 — Во имя любви — Мелания
- 2010 — Сакатильо, тело и душа — Чабела
- 2012 — Бездна страсти.

### Мексиканские сериалы, насчитывающие свыше 2-х сезонов
- 1985—2007 — Женщина, случаи из реальной жизни (22 сезона)
- 2005 — Соседи
- 2008 — Роза Гваделупе (3 сезона)

### Мексиканские кинофильмы
- 2001 — Злоупотребление — Полли